# Płoszkowo, Condado de Choszczno
Płoszkowo [pwɔʂˈkɔvɔ] (en alemán: Hütte) es un pueblo ubicado en el distrito administrativo de Gmina Bierzwnik, dentro del Condado de Choszczno, Voivodato de Pomerania Occidental, en el norte de Polonia occidental. Se encuentra aproximadamente a 2 kilómetros norte de Bierzwnik, a 23 kilómetros al sureste de Choszczno, y a 84 kilómetros al sureste de la capital regional Szczecin.
Antes de 1945, el área fue parte de Alemania. Para la historia de la región, vea Historia de Pomerania.